# Черевна порожнина

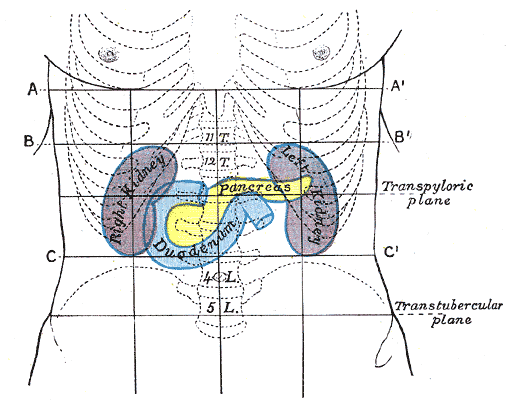

Черевна порожнина або порожнина живота (лат. cavitas abdominis) — найбільша з порожнин тіла людини, вона обмежена внутрішньочеревною та внутрішньотазовою фасціями, які вкривають зсередини такі утвори: вгорі — діафрагму, спереду і з боків — м'язи стінки живота, ззаду — поперекові хребці, Квадратний м'яз попереку та клубово-поперекові м'язи, знизу — стінки великого і малого таза.